# Selecciones de Humor de El DDT
Selecciones de Humor de El DDT fue una revista antológica de humor gráfico de 26 x 18cm publicada por la editorial española Bruguera entre 1957 y 1959, con un total de 126 números.

## Contenido
Como indicaba su subtítulo inicial (Resumen de toda la risa mundial), la revista recopilaba chistes ilustrados de autores de diferentes países (fundamentalmente alemanes, argentinos, británicos, daneses, españoles, estadounidenses y franceses), pero también incluía alguna historieta de personaje fijo:
| Año  | Números | Título                                               | Autoría            | Tipo              |
| ---- | ------- | ---------------------------------------------------- | ------------------ | ----------------- |
|      |         | Enriqueto                                            | Gin                | Historieta cómica |
|      |         | Hermanos Marabunto                                   | Manuel Vázquez     | Historieta cómica |
|      |         | Telemaco                                             | Martin             | Historieta cómica |
|      |         | Don Pepe                                             | Conti              | Historieta cómica |
|      |         | Enriqueto                                            | Gin                | Historieta cómica |
| 1959 |         | Rigoleto                                             | Raf                | Historieta cómica |
| 1959 |         | Don Ernesto y Doña Pura, un matrimonio de altura     | Blas Sanchís       | Historieta cómica |
| 1959 |         | Cepillo Chivátez                                     | Guillermo Cifré    | Historieta cómica |
| 1959 |         | La Familia Trapisonda, un grupito que es la monda    | Francisco Ibáñez   | Historieta cómica |
| 1959 |         | Les Presentamos a Berta, que siempre sueña despierta | A. Matias/Gosset   | Historieta cómica |
| 1959 |         | Martita y su Papuchi                                 | A. Matias/Carrillo | Historieta cómica |